# Lego Indiana Jones
LEGO Indiana Jones es una serie de LEGO basada en la franquicia de películas de Indiana Jones, autorizada por Lucasfilm. La exclusiva  franquicia fue primero anunciada en junio de 2007, y siguió el exito de la franquicia de Lego Star Wars, también de Lucasfilm. El primer conjunto de productos fueron lanzados en 2008, basado en dos de las tres películas más tempranas (En busca del arca Perdida y La Última Cruzada). Los sets que presentan escenas de la cuarta película, Indiana Jones y el Reino de la Calavera de Cristal, fueron lanzados junto a la película, más tarde en 2008. Los sets del Templo Maldito no fueron lanzados hasta 2009 en abril de 2023 para el aniversario de Indiana Jones en busca del arca perdida se lanzaron tres más para revivir el tema, a pesar del lanzamiento de Indiana Jones y el dial del destino no se lanzó ningún set inspirado en la película.
El franquicia también se presenta en una serie de videojuegos. Lego Indiana Jones: The Original Adventures fue lanzado el 3 de junio de 2008, basado en la trilogía original. Una secuela, llamada Lego Indiana Jones 2: The Adventure Continues, fue lanzada en noviembre de 2009, incluyendo escenas de la nueva película Kingdom of the Crystal Skull, junto con una función de editor de niveles.
Un cortometraje animado por ordenador, Lego Indiana Jones y The Raiders of the Lost Brick, dirigido por Peder Pedersen, también fue lanzado en la web oficial de Lego. Combina detalles de las cuatro películas de Indiana Jones en una aventura.

## Desarrollo
El desarrollo de la franquicia de Lego Indiana Jones siguió un proceso similar a otras, con los sets diseñados por el equipo de diseñadores de Lego  en Billund, en consulta con el dueño de franquicia Lucasfilm. La inclusión de pistolas dentro de los sets (incluyendo ametralladoras) fue causa de alguna controversia interna.

## Sets
De la ola inicial de sets lanzada en 2008, Temple Escape (7623) fue una de las más grandes, y presenta la famosa escena de la persecución de Jones por una enorme roca de la secuencia de apertura de En busca del arca Perdida. Con una longitud de 53 cm, el set incluía numerosas trampas de la película, incluyendo las flechas, los pinchos y rocas caídas. Además del propio Indiana Jones, el set incluía figuras de René Belloq y Satipo. El Piloto Jock y su hidroavión también se incluyeron como una adición tardía, con el diseñador de Lego y Lucasfilm de acuerdo en que eran una adición importante para completar la escena (lo que permite a Indy escapar).
Dos sets medianos que selanzaron al mismo tiempo presentaron también escenas de la película del Arca Perdida. The Lost Tomb (7621) representaba el templo del Arca de la alianza llena de serpientes, de la cual Indy y Marion deben escapar, y Race for the Stolen Treasure (7622) representaba la escena de la persecución de la película, con Indy montando un caballo en busca del camión. Aquí, en vez del arca, hay un cofre del tesoro.
Más tarde en 2008, se lanzaron cuatro sets con escenas de la nueva película. El más grande de estos fue Kingdom of the Crystal Skull (7627), que se centró en la escena final de la película e incluyó un círculo giratorio de "esqueletos de cristal", así como la torre del obelisco que cae. Los personajes Mutt Williams, Irina Spalko, y dos guerreros Ugha estaban incluidos, así como Indy y un soldado ruso sin nombre en un vehículo.
En 2009, "vacío" de no tener sets del Templo Maldito se llenó con dos nuevos escenarios con escenas de la película. El más grande de los dos, The Temple of Doom (7199), incluyó nuevas vías del tren Lego de calibre más estrecho (4 bloques de ancho en lugar de los 6 habituales) para recrear la escena de persecución de la mina desde la segunda mitad del película. Seis vías de la pista se incluyeron en dos formas, cuatro como curvas y dos como pendientes. Las piezas de vía rectas para este nuevo tipo de vía de tren aún no se han lanzado en ningún conjunto.
El segundo set más grande lanzado en 2009 fue Venice Canal Chase (7197), que representa la escena de persecución en bote de Indiana Jones y la última cruzada. El set incluye dos botes, uno conducido por Indy y Elsa Schneider, y el otro conducido por dos guardianes del Grial. Los botes aparecen en gran parte idénticos con algunas diferencias de color, pero contienen diferentes acciones activadas por botones: uno se divide en dos cuando se presiona un botón, el otro cuenta con un motor en "explosión". Las dos figuras de los guardianes del Grial son destacables por sus sombreros rojos de Fez, que es un nuevo elemento de Lego. El conjunto también cuenta con un puente de estilo veneciano y un muelle.

## Lista de Productos
| Nombre                       | Número | Minifiguras | Lanzamiento | Película                                           | Piezas |
| ---------------------------- | ------ | --- | ----------- | -------------------------------------------------- | ------ |
| Motorcycle Chase             | 7620   | Indiana Jones, Henry Jones, Motociclista alemán                                                                                         | 2008        | Indiana Jones y la Última Cruzada                  | 79     |
| The Lost Tomb                | 7621   | Indiana Jones, Marion Ravenwood, Esqueleto                                                                                              | 2008        | En Busca de Arca Perdida                           | 277    |
| Race for the Stolen Treasure | 7622   | Indiana Jones, Guardias alemanes x3, Caballo                                                                                            | 2008        | En Busca de Arca Perdida                           | 272    |
| Temple Escape                | 7623   | Indiana Jones, Rene Belloq, Satipo, Jock, Esqueleto x2                                                                                  | 2008        | En Busca de Arca Perdida                           | 552    |
| Jungle Duel                  | 7624   | Indiana Jones, Irina Spalko, Mutt Williams                                                                                              | 2008        | Indiana Jones y el Reino de la Calavera de Cristal | 90     |
| River Chase                  | 7625   | Indiana Jones, Guardias rusos x2, Marion Ravenwood                                                                                      | 2008        | Indiana Jones y el Reino de la Calavera de Cristal | 234    |
| Jungle Cutter                | 7626   | Indiana Jones, Coronel Dovchenko, Guardias rusos x2                                                                                     | 2008        | Indiana Jones y el Reino de la Calavera de Cristal | 511    |
| Temple of the Crystal Skull  | 7627   | Indiana Jones, Mutt Williams, Irina Spalko, Guardia ruso, Ugha Guerreros x2, Esqueletos de Cráneo de Cristal x2, Conquistador Esqueleto | 2008        | Indiana Jones y el Reino de la Calavera de Cristal | 929    |
| Peril in Peru                | 7628   | Indiana Jones, Mutt Williams, Irina Spalko, Guardia ruso, Piloto, Coronel Dovchenko                                                     | 2008        | Indiana Jones y el Reino de la Calavera de Cristal | 625    |
| Jungle Cruiser               | 20004  | Indiana Jones (sin bandolera) | 2008        | Indiana Jones y el Reino de la Calavera de Cristal | 83     |
| Shanghai Chase               | 7682   | Indiana Jones (esmoquin), Willie Scott, Tapón, Lao Che, Kao Kan                                                                         | 2009        | Indiana Jones y el Templo Maldito                  | 244    |
| Fight on the Flying Wing     | 7683   | Indiana Jones, Marion Ravenwood, Mecánico alemán, Piloto alemán                                                                         | 2009        | En Busca de Arca Perdida                           | 376    |
| Ambush in Cairo              | 7195   | Indiana Jones (Cairo), Swordsman, Cairo Bandido, Marion Ravenwood                                                                       | 2009        | En Busca de Arca Perdida                           | 79     |
| Chauchilla Cemetery Battle   | 7196   | Indiana Jones, Mutt Williams, Guerreros de Cementerio x2                                                                                | 2009        | Indiana Jones y el Reino de la Calavera de Cristal | 189    |
| Venice Canal Chase           | 7197   | Indiana Jones (profesor), Elsa Schneider, Kazim, Hermandad del Cruciform guardia de Espada                                              | 2009        | Indiana Jones y la Última Cruzada                  | 420    |
| Fighter Plane Attack         | 7198   | Indiana Jones (ninguna bolsa), Henry Jones Sr., Piloto alemán                                                                           | 2009        | Indiana Jones y la Última Cruzada                  | 339    |
| The Temple of Doom           | 7199   | Indiana Jones (Kali), Willie Scott (Kali), Tapón, Thuggee, Jefe Thugee, Mola Ram                                                        | 2009        | Indiana Jones y el Templo Maldito                  | 654    |

## Recepción
Los sets de Indiana Jones demostraron ser uno de las franquicias más populares de Lego, y para finales de 2008 se acreditaron, junto con Lego Star Wars, el aumento de las ganancias del Crupo Lego dentro de un mercado de juguetes estancado. Se dice que la línea de productos se "vendió extremadamente bien, especialmente en el mercado norteamericano". Los sets se compararon ocasionalmente con los de la serie discontinuada de Lego Adventurers (que estuvo fuertemente influenciada por derecho propio por la franquicia Indiana Jones), que se desarrolló entre 1998 y 2003.

## Videojuegos
En común con algunos de la otra franquicia de película Lego temas, Lego Indiana Jones también presenta espín-de videojuegos. Estos combinan escenas de las películas con el estilo gráfico del Lego piezas y minifigures.

### Lego Indiana Jones: The Original Adventures(2008)
Este fue el primer videojuego lanzado de la serie, producido por Traveler's Tales y publicado por LucasArts en 2008. Cuenta con escenas de las tres primeras películas originales de Indiana Jones, que se pueden reproducir en cualquier orden.

### Lego Indiana Jones 2: The Adventure Continues(2009)
Este juego fue producido como una secuela de The Original Adventures, e incluye escenas de la cuarta película de la franquicia (El Reino de la Calavera de Cristal), así como escenas totalmente nuevas de las tres películas originales. El juego también agregó un nuevo editor de niveles.